# بيسماك بيومبو
بيسماك بيومبو (بالفرنسية: Bismack Biyombo)‏ مواليد 28 أغسطس 1992، هو لاعب كرة سلة كونغولي يلعب مع فريق شارلوت هورنتس في الرابطة الوطنية لكرة السلة ويحمل الرقم 8. يبلغ طوله 6 قدم 9 بوصة (2.1 م).

## روابط خارجية
- بيسماك بيومبو على موقع إن بي أي (الإنجليزية)
- بيسماك بيومبو على موقع سبورتس رفرنس (الإنجليزية)
- بيسماك بيومبو على موقع الدوري الإسباني لكرة السلة (الإسبانية)
- بيسماك بيومبو على موقع كرة السلة الأوروبية.كوم (الإنجليزية)
- بيسماك بيومبو على موقع DraftExpress.com (الإنجليزية)
- بيسماك بيومبو على موقع إي إس بي إن.كوم (الإنجليزية)
- بيسماك بيومبو على موقع ريلجم (الإنجليزية)
- بيسماك بيومبو على موقع بروبوليرز (الإنجليزية)
- بيسماك بيومبو على موقع سبورتس رفرنس (الإنجليزية)